# الذهانية
الذهانية  هي إحدى السمات الثلاث التي أشار إليها عالم النفس هانز آيزنك في نموذجه (P-E-N) حيث يرمز كل حرف إلى سمة معينة. السمات الثلاث: (الذهانية، الانطواء والانفتاح، العصابية). الذهانية ترجع إلى نمط من الشخصية يتميز بالعدائية مع النفس ومع الآخرين. يشير هانز آيزنك أن المستوى العالي من الحالة الذهانية مرتبط بزيادة ضعف الحالة العقلية وضعف عملية التفكير المنطقي، يعد الفصام مثالاً لذلك. يشير آيزنك أيضاً إلى إمكانية أن تلعب الجينات دوراً في انتقال هذه السمة أي الذهانية إلى الأقارب.

## طبيعة الحالة الذهانية
الذهانية من الناحية النظرية شبيهة بعامل الإكراه في نموذج العوامل الثلاثة لتيليغين للشخصية. من الممكن أن تُقسّم الذهانية لسمات أبلغ في المعنى كالاندفاعية وسمة التماس-الإثارة وغيرهما من السمات. ومن الممكن أيضاً أن تُقسّم هذه السمات لمعاني أكثر دقة. فالاندفاعية على سبيل المثال قد تحتوي على معاني أخرى، كالمخاطرة، عدم التخطيط، الحيوية، وغيرها. سمة التماس-الإثارة أيضاً قد تكون لها جوانب وسمات أخرى تندرج تحتها. يعتقد آيزنك أن الذهانية لها ارتباط متبادل مع صفة الإبداع. 

## الانتقادات
إن الانتقادات حول سمة الذهانية تتمحور حول كونها سمة تحوي الكثير من الصفات المتنوعة والغير متجانسة. كوستا وميكري (مطورا نظرية عناصر الشخصية الخمسة)

## اقرأ أيضاً
- ذهان